# Malaxis johniana
Malaxis johniana là một loài thực vật có hoa trong họ Lan. Loài thực vật này được phát hiện tại khu vực phía bắc của Venezuela, sinh trưởng ở độ cao khoảng 1000 mét. Đây là loại cây cỡ trung bình, thích hợp với điều kiện khí hậu từ ấm đến mát, môi trường sống chủ yếu là đất liền. Loài cây này có đặc điểm là lá đơn, hướng đứng hoặc nghiêng, hình bầu dục hoặc elip bầu dục ở phần đỉnh, có đầu tù và mép lá nguyên không răng cưa, dần thu hẹp xuống phía cơ sở lá với phần cuống ngắn. Thời kỳ ra hoa của loài này diễn ra trên một cuống hoa đứng, hình trụ, có chiều dài tới 6 inch (khoảng 15 cm), với phần rachis dày và ngắn, từ 0.6 đến 0.8 inch (khoảng 1.5 đến 2 cm). Bông hoa có hình dạng gần giống như ô (subumbellate), chứa nhiều hoa mọc dày đặc.